# Rodzina Shomahmudov
Shaakhmed Shamakhmudov (ros. Шаахмед Шамахмудов; ur. 1890, zm. 1970) i Bahri Akramova (ros. Бахри Акрамова; ur. 1903, zm. 1987) – małżeństwo Uzbeków mieszkające w Taszkencie i prowadzące warsztat kowalski. Podczas II wojny światowej małżonkowie przyjęli i adoptowali 13 dzieci różnych narodowości, które zostały ewakuowane do Taszkentu, a po wojnie troje kolejnych.

## Adopcja wojennych sierot
Podczas II wojny światowej Taszkent stał się jednym z głównych ośrodków ewakuacyjnych, przyjmując ponad półtora miliona uchodźców z zachodnich obszarów ZSRR, w tym 400 tysięcy dzieci, z których połowa została uznana za sieroty.
Rodzina Shamakhmudov nie miała własnych dzieci. W chwili, gdy zaczęli przyjmować ewakuowane sieroty, Shaakhmed miał 53 lata, a jego żona 40. Małżonkowie przychodzili na stację kolejową, gdzie przyjeżdżały pociągi z terenów ogarniętych wojną i w punkcie relokacji odbierali kolejne dzieci.
W krótkim wywiadzie, odpowiadając na pytanie, co ich motywowało do takiego wyrzeczenia, Shamakhmudov powiedział:

Adopcja cudzych dzieci była dla mnie i mojej żony [związane z] przekonaniem, że pomagamy naszej Ojczyźnie. Byliśmy świadomi naszego obowiązku wobec Rosjan, Białorusinów i Ukraińców, którzy byli poddawani okrutnej okupacji. [...] Dowiedziawszy się, że do Taszkentu przywieziono sieroty, postanowiliśmy adoptować niektóre z nich. Wciąż widzę duży pokój sierocińca. Wszedłem do tego pokoju. W oczach dzieci widać było, jak bardzo tęsknią za rodzicami. Nauczycielka poprosiła mnie, abym wybrała najlepsze z nich. Zrobiłem odwrotnie. Wybrałam najbledsze, najchudsze i najbardziej wyczerpane dziecko. Kiedy wychodziłem z dzieckiem z pokoju, podszedł do mnie inny chłopiec i mocno mnie przytulił. Powiedział:
„Wujku, zabierz mnie też... Będę posłuszny, pomogę ci”.
Te słowa chłopca, pozbawionego własnej matki i ojca przez wojnę, wciąż brzmią mi w uszach. Obiecałem, że przyjdę jutro i go zabiorę. I dotrzymałem obietnicy. On również został moim synem.

Tylko w 1943 roku stary kowal Shamakhmudov został przybranym ojcem czwórki dzieci różnych narodowości.
W historii rodziny był jeden wyjątkowy przypadek, kiedy małżeństwo zabrało z centrum relokacji 5-miesięczne dziecko, a Bakhri, która nie miała własnych dzieci, zaczęła karmić piersią. Przybrani rodzice nadali mu imię Negmat, co po uzbecku oznacza „dar”. Został on ich czwartym synem.
Wyczyn rodziny Shamakhmudov stał się powszechnie znany w całym Uzbekistanie. W samym Taszkencie 643 rodziny i 69 kolektywów przyjęło tysiące osieroconych dzieci. Wiele rodzin z innych republik radzieckich zrobiło to samo.
Kiedy wiadomość o licznej rodzinie kowala Shamakhmudova została opublikowana w gazetach ogólnozwiązkowych, Shaakhmed otrzymał list i przekaz pieniężny na kilkaset rubli od starszego porucznika Lewickiego, który walczył na froncie i stracił własne dzieci podczas wojny. Oficer obiecał wysyłać taką samą kwotę co miesiąc, dopóki będzie żyć. Ponieważ kowal nie był przyzwyczajony do proszenia o pieniądze na utrzymanie dzieci, ale nie chciał obrazić innej osoby odmową, przyjął kolejnego chłopca – Ukraińca Saszę Brynina, który miał teraz dwóch ojców adopcyjnych: uzbeckiego kowala i rosyjskiego porucznika.
Wśród adoptowanych dzieci byli Rosjanie (Wołodia, Chabiba i Szuchrat), Mołdawianka (Cholida), Żydzi (Juldasz, Ergasz), Kazach (Chalima), Tatarzy (Rafik, Rachmatulla), Czuwasz (Samug), Ukrainiec (Chamidulla) i Uzbecy (Korawoj, Negmat, Muazzam, Chakima, Ulugbek).

## Odznaczenia, upamiętnienie

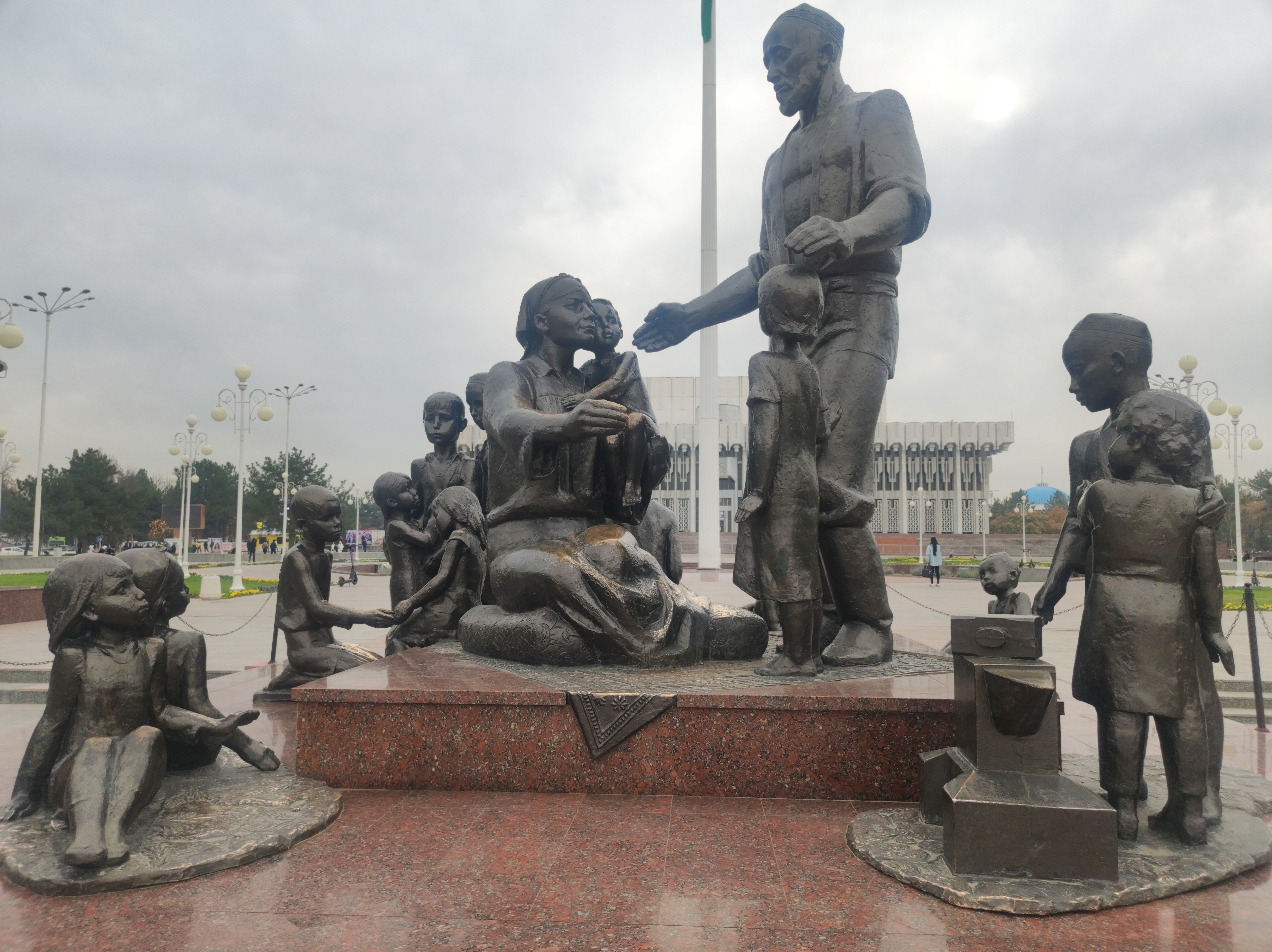
Pomnik rodziny Shamakhmudov w Taszkencie

Dekretem Prezydium Rady Najwyższej ZSRR z 23 sierpnia 1975 roku małżeństwo Shamakhmudov zostało odznaczone Orderem „Znak Honoru”. Bahri otrzymała również tytuł Matki-bohaterki.
Rodzina Shamakhmudov była pierwowzorem głównych bohaterów powieści Rakhmata Fayziego Jego wielicziestwo cziełowiek („Jego Wysokość Człowiek”) oraz filmu fabularnego studia Uzbekfilm Ty nie sirota („Nie jesteś sierotą”, 1962, reż. Shuhrat Abbosov). W 1964 roku film otrzymał nagrodę za najlepszy scenariusz na Leningradzkim Festiwalu Filmowym. Kilka lat później, w 1972 roku, został wyróżniony Nagrodą Leninowskiego Komsomołu, a dwa lata później otrzymał Nagrodę Państwową Uzbeckiej SRR im. Khamzy.
Jedna z ulic w Taszkencie nosi imię małżeństwa Shamakhmudov.
26 maja 1982 roku w Taszkencie na placu Przyjaźni Narodów wzniesiono pomnik ku rodziny Shamakhmudov – pomnik Przyjaźni Narodów (rzeźbiarz D.B. Riabiczew, architekci L.T. Adamow, S.R. Adyłow). W 2008 roku pomnik został zdemontowany i przeniesiony na obrzeża miasta, w 2017 roku przeniesiono go do centrum Taszkentu i ustawiono w Parku Przyjaźni, by w maju 2018 roku powrócił na swoje pierwotne miejsce.